# Olivier de Coëtivy
Olivier de Coëtivy (* 1418; † 1480) Herr von Taillebourg, war ein französischer Militär. Er war Berater und Kammerherr des Königs Karl VII. Er stammte aus dem Haus Coëtivy und war der Sohn von  Alain III. und Catherine Chastel, seine Brüder waren Prigent VII. de Coëtivy und der Kardinal Alain de Coëtivy, Bischof von Avignon.
1433 war er Kapitän von Dieppe. 1437 diente er unter dem Kommando des Connétable de Richemont, der ihn später als einen seiner Vertrauten in der Umgebung Karls VII. platzierte. 1445 war er Kapitän einer der Ordonnanzkompanien, 1447 Kapitän von La Réole, 1451 von Talmont. 1450 wurde er Vormund der drei Töchter Karls VII. mit Agnès Sorel, Jeanne, Marie und Charlotte. Nach der Rückeroberung Aquitaniens durch die französische Armee 1452 ernannte Karl VII. ihn zu Seneschall von Guyenne. Am 23. Oktober 1452 wurde er – von Arnaud de Bec verraten – gefangen genommen und nach England gebracht. 1458 wurde er nach einer Lösegeldzahlung wieder freigelassen. Im gleichen Jahr, am 27. Dezember, heiratete er einen seiner Schützlinge, Marie, die wenige Wochen zuvor, am 18. Oktober, legitimiert worden war.
1460 war er Kapitän von Marmande, 1467 bis 1469 schließlich Seneschall der Saintonge.

## Nachkommen
Aus der am 28. Oktober 1458 geschlossenen Ehe mit Marie (* 1444; † 1473):
- Charles ⚭ 1511 Jeanne d’Orléans, († 1520), Tochter von Jean d’Orléans, comte d’Angoulême et de Périgord und Marguerite de Rohan
- Adelice, ⚭ Henri, Seigneur de Penmarc’h
- Catherine, ⚭ Antoine de Chourses, Seigneur de Magné et d’Échiré
- Marguerite, ⚭ François de Pons, Comte de Montfort
- Gilette, ⚭ I Jacques d’Estouteville, † vor 1510, Sohn von Robert d’Estouteville, Seigneur de Beyne, und Ambroise de Loré, ⚭ II Antoine I. de Luxembourg, Comte de Brienne, † 1519, Sohn von Louis de Luxembourg, Comte de Saint-Pol, Connétable von Frankreich (Haus Luxemburg-Ligny), und Jeanne de Bar